# Glasyr

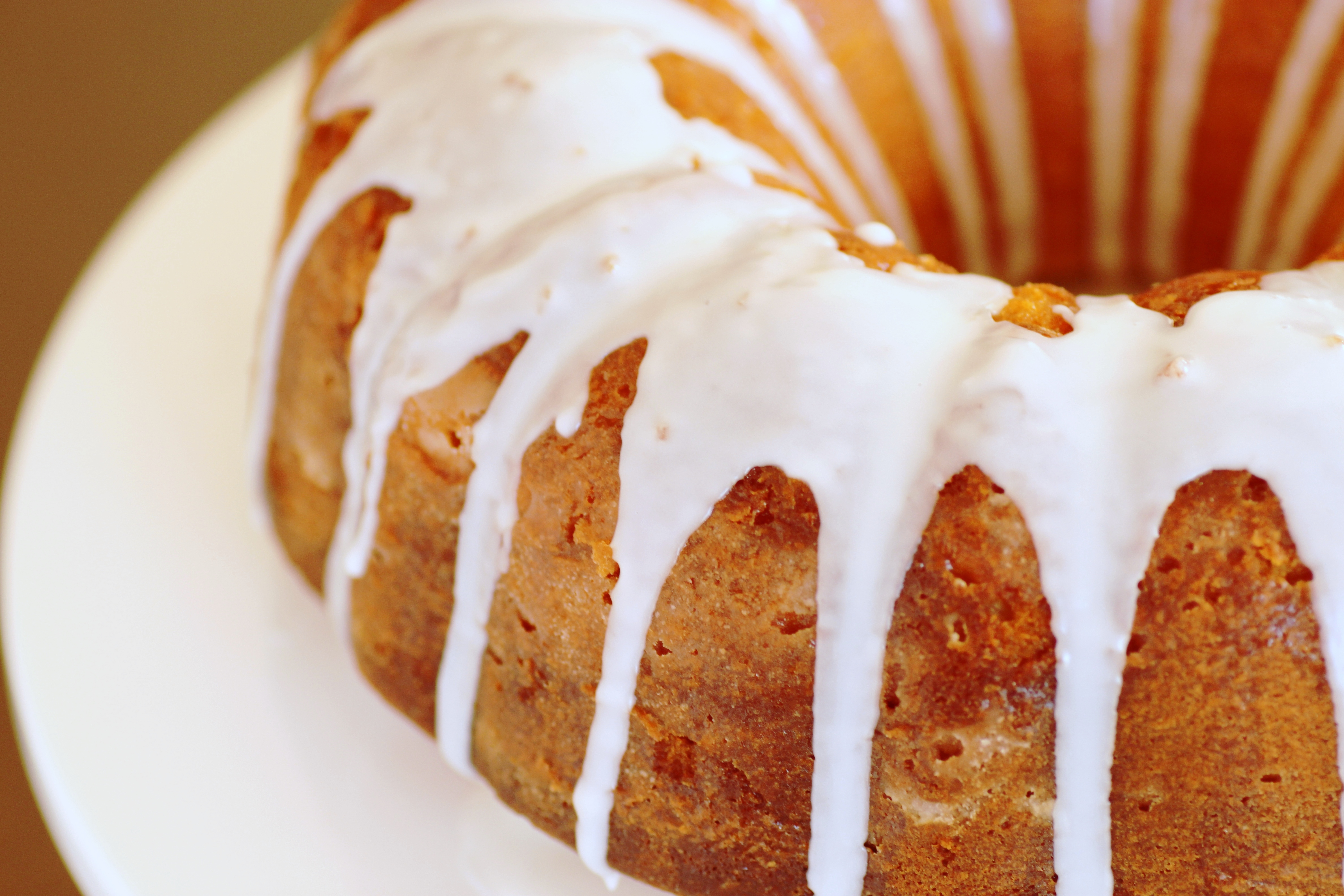
Glasyr på citronkaka.

Glasyr är en söt smet som man kan täcka ett bakverk med. Det består i sin grundform av florsocker och vatten. Genom att tillsätta några droppar hushållsfärg kan den fås i flera olika färger. Glasyr är mjuk, kan smälta något i rumstemperatur och smakar enbart socker. Den används till garnering av främst mjuka bakverk som wienerbröd, mazariner och vissa vetelängder.
Glaze (efter engelska) är en sorts glasyr av något sött, vätska och kryddor som används vid grillning. Den är ett alternativ till marinering, och penslas på det som ska grillas.